# Knut Grane
Knut Bernhard Grane, född 10 mars 1926 i Göteborg, död 26 februari 2016, var en svensk grafiker, tecknare, målare och konsthantverkare. 

## Biografi
Knut Grane var son till fastighetsmäklaren Erik Grane och Alice Rosqvist samt från 1951 gift med Marie-Louise della Spina. Grane avlade studentexamen vid Hvitfeldtska läroverket i Göteborg 1945 och studerade därefter konst för Nils Wedel vid Slöjdföreningens skola 1947–1950, för Holger Jensen vid danska konstakademiens grafiska skola i Köpenhamn 1950–1951 samt under studieresor till Frankrike och Italien. Efter studierna anställdes han som tecknare vid Svenska Telegrambyrån och därefter vid Allhems förlag i Malmö. Han medverkade i Foraarsudstillingen på Charlottenborg 1951 och tillsammans med Olle Lisper och Stig Trägårdh ställde han ut på De ungas salong i Stockholm, med Gunnar Odin i Svartbrödraklostret i Lund samt tillsammans med Jacques Zadig på Staffanstorps konsthall. Separat ställde han bland annat ut på Kristianstad museum, Höganäs museum 1971, Kulturhuset i Stockholm 1978, Lidköpings museum, Konstnärshuset i Stockholm och Vikingbergs konstmuseum i Helsingborg. Bland hans offentliga arbeten märks järnsmiden i bostadsområdet Rosengård, en keramisk vägg i Högaholm, plastutsmyckning vid Högaholms skola i Malmö, en målning för Herrljunga Cementindustri, entréutsmyckning för Skånska Brand i Lund, samt en monumentalmålning över estraden på danspalatset Amiralen i Malmö. Hans konst består av abstrakta, rytmiska, jazzbetonade bilder och han fick ett stort genombrott 1967 vid Skånes konstförenings årliga höstutställning med sviten Detroit blues I – V. Tillsammans med Arne Domnérus orkester visades hans konst på SVT, och till en konsert med svensk jazz på Carnegie Hall i New York 2000 gjorde han affischerna. Han gav 2012 ut boken Jazz mood med minnen från en inspirerande New York-vistelse som tjugoåring 1947. 
Grane är representerad vid Moderna Museet, Göteborgs konstmuseum, Malmö museum, Helsingborgs museum, Borås konstmuseum, Ystads konstmuseum, Kristianstad museum och Count Basie Collection, Dizzy Gillespie Collection.